# Stazione di Frascati
La stazione di Frascati è una stazione ferroviaria a servizio del comune di Frascati. Capolinea della breve ferrovia Roma-Frascati, è servita dai treni della linea regionale FL4.

## Storia
La linea Roma-Frascati (la prima realizzata nello stato Pontificio), aperta nel 1856, ebbe le sue stazioni terminali distanti dal centro urbano; quella di Frascati fu posta ad alcuni chilometri dal centro abitato in località Campitelli mentre quella di Roma fu realizzata a Porta Maggiore nell'estrema periferia. Nel 1881 iniziarono i lavori di prolungamento della linea dalla stazione Campitelli al centro cittadino e il 2 febbraio del 1884 venne inaugurata la nuova stazione, abbandonando la vecchia.
Il 23 giugno 1941 venne attivato l'esercizio a trazione elettrica, con linea aerea alla tensione di 3000 V.
Nel 1943 la stazione ferroviaria venne distrutta dai bombardamenti degli Alleati con parte della linea ferrata che rimase circa due anni interrotta. Dopo gli essenziali lavori di ricostruzione, nel 1946 il servizio ferroviario riprese a funzionare. Il nuovo fabbricato viaggiatori, che manteneva in parte le linee originarie, fu completato nel 1948.
La stazione fu presenziata finché la circolazione della linea fu esercita con Dirigenza Unica e poi con Blocco Elettrico Manuale. Il 29 dicembre 1993 sulla linea venne introdotto l'esercizio a spola e la stazione di Frascati venne trasformata in fermata impresenziata. In seguito sono stati eliminati tutti i deviatoi lasciando in funzione il solo binario tronco di arrivo.

## Strutture e impianti

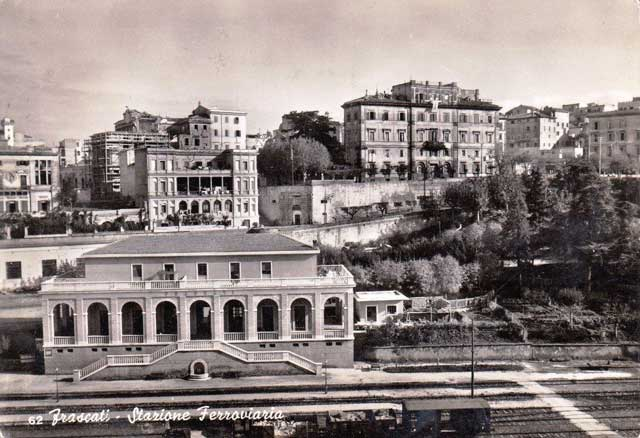
Vista della stazione di Frascati con il fascio binari ancora in funzione

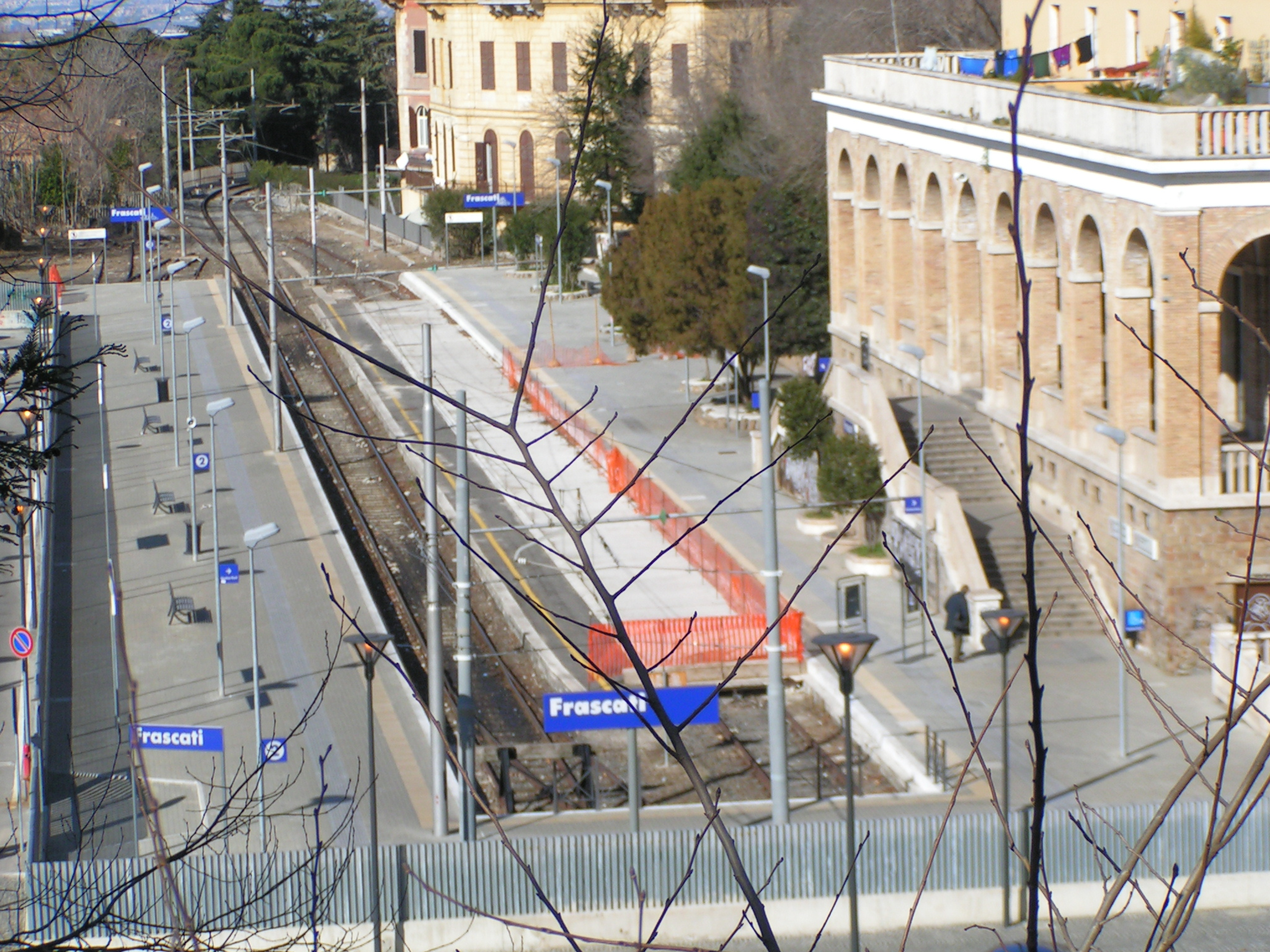
Si possono notare, nel 2007, la copertura provvisoria del 1º binario e lo scollegamento dei deviatoi del fascio binari originario

Il fabbricato viaggiatori è posto in posizione sopraelevata rispetto al piano binari, collegato ad esso con due rampe di scale e con un percorso per disabili.
Il fascio di binari era composto, fino alla fine degli anni novanta del XX secolo, da 4 binari tronchi di scalo e due di collegamento con lo scalo merci. Quest'ultimo era composto da un magazzino, distrutto anch'esso con il fabbricato viaggiatori durante la guerra, ricostruito con un'architettura più moderna e demolito nei primi anni 2000, da un piano caricatore, anch'esso demolito definitivamente durante gli anni novanta, da una stadera fissa a ponte posta sul 4º binario e da 3 tronchini.
Le disposizioni successive, prevedendo il servizio ferroviario a spola e la soppressione del servizio merci hanno comportato prima il bloccaggio con dispositivi fissi dei deviatoi esistenti e in seguito l'eliminazione dei collegamenti tra i binari e l'uso del solo binario di corretto tracciato (corrispondente al 2º binario precedente). Il primo binario che si interponeva tra esso e il fabbricato viaggiatori è stato coperto provvisoriamente e dotato temporaneamente di una pensilina.
Nel 2011 iniziarono i lavori di installazione della grande pensilina, che nel dicembre 2013 vedevano ancora il binario 1 in attesa di ripristino.
Solo il 4 ottobre dell'anno dopo fu ripristinato il primo binario; contestualmente fu però scollegato il secondo e lasciato senza elettrificazione.

## Movimento
La stazione è interessata dal traffico generato del servizio FL4, svolto da Trenitalia, che opera sull'intera linea con un treno ogni ora circa.
Al 2007, l'impianto risultava frequentato da un traffico giornaliero di circa 1650 persone.

## Servizi
La stazione, cui RFI assegna la categoria silver, dispone di:
- Biglietteria automatica
- Sala d'attesa
- Bar

## Interscambi
Dagli anni venti e fino al 4 agosto 1954 la stazione è stato punto di interscambio con una diramazione ferroviaria proveniente da San Cesareo, una stazione della ferrovia Roma-Fiuggi-Alatri-Frosinone.
La stazione dispone dei seguenti interscambi:
- Stazione taxi
- Fermata autobus (linee COTRAL e Schiaffini Travel)